# Jacht op de Zwarte Bende
Jacht op de Zwarte Bende (Spaans: Contra el "gang" del "Chicharrón") is het tweede stripalbum uit de reeks Paling en Ko van tekenaar Francisco Ibáñez en tevens het eerste dat in meerdere hoofdstukken is opgedeeld. De Spaanse versie verscheen in 1969 in de Ases del Humor-reeks na voorpublicatie in het nieuwe stripblad Gran Pulgarcito (7 juli - 15 september 1969). In 1971 werd het album in het Nederlands uitgebracht.

## Naamsverwarring
Als gevolg van een jarenlange naamsverwarring, dat tot dit album te herleiden is, wordt de kale meestervermommer hier Ko genoemd en de korte met de twee haren (door zijn collega steevast met chef en u aangesproken) Paling.

## Verhaal
De Zwarte Bende bestaat uit tien internationale spionnen. Paling en Ko worden er door hun baas, de Superintendant (hier aangesproken als hoofdagent Vincent), op uit gestuurd om te voorkomen dat ze alle vitale punten ontwrichten. Een voor een verdwijnen de volgende spionnen achter de tralies;
- Maarten Ratel (De Mitrailleur); op het hoofdstation.
- Anselmus de Dikhuid; in de haven.
- Wo-Ti-Jo (De Chinees); op het vliegveld
- Joop Potopotopop (De Motorrijder); bij de brug op Rijksweg 32.
- Gerstekorrel (De Moor); bij het Ministerie van Oorlog.
- Max De Katuil (De Bloedzuiger); wil de onderzeeboten van de geheime dienst (hier aangeduid als L.R.O., Lucht en Ruimte Onderzoek) in Zone J beschadigen. Paling en Ko krijgen van professor Bacterie een flesje mee om het troebele water helder te maken. De uitvindingen van Bacterie werken niet naar behoren en het water verdwijnt, maar het leidt er wel toe dat De Bloedzuiger wordt opgepakt.
- Witte Sneeuw; in de kolenmijn. Wederom is dit niet te danken aan Bacterie die een helm had uitgevonden waarmee de vijand middels met een druk op de knop knockout zou moeten worden geslagen.
- Godfried Prei (De Burggraaf); bij het Minsterie van Algemene Zaken
- De Slak; doet zijn naam geen eer aan vanwege zijn loopvermogen. Paling en Ko proberen hem bij te houden met een snelheidsverhogend middel van Bacterie, maar wederom met averechts effect. Uiteindelijk is het een Fiat 600 die De Slak tot stoppen dwingt.
- Gideon; de leider van de Zwarte Bende infiltreert bij de L.R.O. en weet de agenten te misleiden door zich als Bacterie te vermommen en hen op afstand te houden met uitvindingen die net zomin doeltreffend zijn als die van de echte professor. De kale slaat terug door een uitgangbordje op de celdeur te plakken.
- In het laatste hoofdstuk ontsnappen alle bendeleden en verruilen ze hun gevangenispakken voor vrouwenkleren. Paling en Ko zetten de achtervolging in die, nadat de rollen worden omgedraaid, bij het politiebureau eindigt. Als beloning krijgen de agenten een fluitje om de nachtwaker te roepen nadat ze eerder werden een onderscheiding in ontvangst namen die afkomstig bleek te zijn van een literfles rum.

## Verwijzingen
- Mogelijke inspiratiebronnen zijn de strips De Daltons in de blizzard (Lucky Luke), QRN op Bretzelburg (Robbedoes en Kwabbernoot) en Guust Flater.
- Op pagina 19 is een cameo weggelegd voor Felciano, een stripfiguur van collega-tekenaar Vázquez.

## Tekenfilmbewerking
In de jaren 90 werd Jacht op de Zwarte Bende bewerkt tot tekenfilmaflevering. RTL zond de Nederlandse versie in 1999-2000 uit, en ook hier was er sprake van een naamsverwarring.